# Saison 4 d'Alias
Chronologie
Saison 3 Saison 5
Cet article présente la quatrième saison de la série d'espionnage américaine Alias.

## Synopsis de la saison
Sydney apprend qu'elle est mutée dans un nouveau département secret de la CIA créé tout récemment, l'Authorized Personnel Only (APO), chargé d'exécuter les missions les plus risquées de la CIA. Une sorte de SD-6, donc, mais qui appartiendrait vraiment, cette fois, à la CIA. À sa grande surprise, elle y retrouve d'anciennes connaissances comme son ancien partenaire Dixon, mais également son père, Jack Bristow, sa demi-sœur Nadia Santos, et Michael Vaughn. Tous ont la mauvaise surprise d'apprendre que cette cellule est dirigée, sur demande de la CIA, par Arvin Sloane. Le but est de profiter des contacts et de l'expérience du vieil homme pour la réussite des missions qui leur sont confiées. Bien sûr, bien des membres de la CIA sont réticents à travailler avec lui, en particulier Sydney. Mais on fait comprendre à Sydney que la direction de la CIA n'est pas dupe, et les membres de l'APO ont également à charge de surveiller Sloane. Un des accords passés avec la CIA stipule en outre que ce dernier n'a pas le droit de s'impliquer dans les missions menées dès que celles-ci concernent de près ou de loin Rambaldi.
Sydney, à la suite des découvertes faites à la fin de la Saison 3, est à nouveau en froid avec son père. Elle a en effet découvert, par le biais du dossier détenu dans un coffre d'une banque en Suisse, qu'il a ordonné l'exécution de sa mère Irina... Sydney finit par découvrir qui se cachait derrière le mystérieux Covenant - sa tante Elena Derevko, qui lutte secrètement contre Irina depuis des décennies afin de réaliser le plan ultime de Rambaldi. Finalement, Irina tue Elena. Mais à la fin de la saison, Sydney n'est pas encore au bout de ses surprises : Vaughn lui révèle que son vrai nom n'est pas Michael Vaughn quand soudain un « accident de voiture » l'empêche d'en dire davantage...

## Distribution

### Acteurs principaux
- Jennifer Garner (VF : Laura Blanc) : Sydney Bristow
- Victor Garber (VF : Marcel Guido) : Jack Bristow
- Michael Vartan (VF : Éric Legrand) : Michael Vaughn
- Kevin Weisman (VF : José Luccioni) : Marshall J. Flinkman
- Ron Rifkin (VF : Max André) : Arvin Sloane (21 épisodes)
- Carl Lumbly (VF : Jean-Louis Faure) : Marcus Dixon (21 épisodes)
- Mía Maestro (VF : Barbara Delsol) : Nadia Santos (21 épisodes)
- Greg Grunberg (VF : Cyrille Artaux) : Eric Weiss (20 épisodes)

### Acteurs récurrents
- Sônia Braga (VF : Cathy Cerda) : Elena Derevko (5 épisodes)
- David Anders (VF : Denis Laustriat) : Julian Sark (2 épisodes)
- Lena Olin (VF : Tania Torrens) : Irina Derevko (2 épisodes)
- Isabella Rossellini (VF : Martine Irzenski) : Katya Derevko (2 épisodes)
- Gina Torres (VF : Pascale Vital) : Anna Espinosa (2 épisodes)
- Amanda Foreman (VF : Vanina Pradier) : Carrie Bowman (1 épisode)
- Amy Irving (VF : Martine Irzenski) : Emily Sloane (1 épisode)
- Angus Scrimm (VF : Jacques Berthier) : Calvin McCullough (1 épisode)
- Melissa George (VF : Laurence Dourlens) : Lauren Reed (1 épisode)

### Invités
- Angela Bassett (VF : Élisabeth Wiener) : Hayden Chase, directrice de la CIA (4 épisodes)
- Joel Grey (VF : Philippe Catoire) : Ned Bolger, le clone d'Arvin Sloane (3 épisodes)
- Michael K. Williams (VF : Gilles Morvan) : Roberts (3 épisodes)
- Rick Yune : Kazu Tamazaki (2 épisodes)
- Michael McKean (VF : Patrick Floersheim) : Dr Atticus Liddell (2 épisodes)
- Andrew Divoff : Lucien Nisard (2 épisodes)
- Kelly Macdonald (VF : Martine Irzenski) : Kiera MacLaine / Meghan Keene (1 épisode)
- Jason Segel : Sam Hauser (1 épisode)
- Corey Stoll : Sasha Korjev (1 épisode)
- Ulrich Thomsen  : Ulrich Kottor (1 épisode)
- Izabella Scorupco : Sabina (1 épisode)
- José Zúñiga : Roberto Fox (1 épisode)
- Rick Overton : Alexei Vasilevich (1 épisode)
- Michelle Forbes (VF : Juliette Degenne) : Dr Maggie Sinclair (1 épisode)
- Paul Ben-Victor : Carter (1 épisode)
- Nestor Serrano : Thomas Raimes (1 épisode)

## Liste des épisodes
Sauf indication contraire, les informations mentionnées dans cette section peuvent être confirmées par la base de données cinématographiques IMDb,  présente dans la section « Liens externes ».
Sources : Annu Séries et Le monde des Avengers

### Épisode 1:Jeux d'espions:1repartie
- États-Unis : 5 janvier 2005 sur ABC
- France : 20 octobre 2005 sur M6

- Angela Bassett (Hayden Chase)
- Rick Yune (Kazu Tamazaki)
- Rob Benedict (Brodien)
- Karl Hamann (Yuri Komarov)

### Épisode 2:Jeux d'espions:2epartie
- États-Unis : 5 janvier 2005 sur ABC
- France : 20 octobre 2005 sur M6

Rick Yune (Kazu Tamazaki)

### Épisode 3:Cruelle Vérité
- États-Unis : 12 janvier 2005 sur ABC
- France : 20 octobre 2005 sur M6

- Peter O'Meara (Martin Bishop)
- Dayo Ade (le directeur de la banque)
- Yuri Lowenthal (le chauffeur de Bishop)

### Épisode 4:Cryo 5
- États-Unis : 19 janvier 2005 sur ABC
- France : 3 novembre 2005 sur M6

- Kelly Macdonald (Kiera MacLaine / Meghan Keene)
- Mark Aiken (Fintan Keene)
- Richard Speight Jr. (Derek Modell)

### Épisode 5:Le Village
- États-Unis : 26 janvier 2005 sur ABC
- France : 3 novembre 2005 sur M6

- Alla Korot (Marina Avden / Diane)
- Rick Overton (Alexei Vasilevich)
- Jamison Jones (Ray Miller / Sergei Danislov)

### Épisode 6:Confusion mentale
- États-Unis : 9 février 2005 sur ABC
- France : 10 novembre 2005 sur M6

- Michael A. Goorjian (Andre Sterescu)
- Julie Ann Emery (Nancy Cahill)
- Julia Levy-Boeken (Martina)

### Épisode 7:Thorine noire
- États-Unis : 16 février 2005 sur ABC
- France : 10 novembre 2005 sur M6

Alex Veadov (le chimiste)

### Épisode 8:Face à face
- États-Unis : 23 février 2005 sur ABC
- France : 17 novembre 2005 sur M6

- Gina Torres (Anna Espinosa)
- David Anders (Julian Sark)
- Sebastian Roché (Willem Karg)
- William Morgan Sheppard (Milo Sabine)

### Épisode 9:Dernier Recours
- États-Unis : 2 mars 2005 sur ABC
- France : 17 novembre 2005 sur M6

- David Anders (Julian Sark)
- Gina Torres (Anna Espinosa)
- Anthony Cistaro (Michel Guinot)
- Melissa George (Lauren Reed, caméo non crédité)

### Épisode 10:Intime Conviction
- États-Unis : 9 mars 2005 sur ABC
- France : 24 novembre 2005 sur M6

- Angela Bassett (Hayden Chase)
- Michael Des Barres (Miles Devereaux)

### Épisode 11:Service commandé
- États-Unis : 16 mars 2005 sur ABC
- France : 24 novembre 2005 sur M6

- Jason Segel (Sam Hauser)
- Corey Stoll (Sasha Korjev)
- Cliff De Young (Connelly)

### Épisode 12:Cicatrices intérieures
- États-Unis : 23 mars 2005 sur ABC
- France : 24 novembre 2005 sur M6

- Sônia Braga (Elena Derevko)
- Kevin Alejandro (Cesar Martinez)
- José Zúñiga (Roberto Fox)
- Adrian R'Mante (Diego)
- Thomas Rosales Jr. (le kidnappeur)

### Épisode 13:Le Fantôme
- États-Unis : 30 mars 2005 sur ABC
- France : 1er décembre 2005 sur M6

- Amanda Foreman (Carrie Bowman)
- Diego Wallraff (Alex Rucker)
- Ulrich Thomsen (Ulrich Kottor)

### Épisode 14:Contre-missions
- États-Unis : 6 avril 2005 sur ABC
- France : 1er décembre 2005 sur M6

- Michael K. Williams (Roberts)
- Robin Sachs (Hans Dietrich)
- Elya Baskin (Dr Josef Vlachko)

### Épisode 15:Haute Voltige
- États-Unis : 13 avril 2005 sur ABC
- France : 8 décembre 2005 sur M6

- Isabella Rossellini (Katya Derevko)
- Izabella Scorupco (Sabina)
- Michael Ensign (Vogel)
- Michael K. Williams (Roberts)
- Joel Grey (l'autre M. Sloane)

### Épisode 16:Sloane et Sloane
- États-Unis : 20 avril 2005 sur ABC
- France : 8 décembre 2005 sur M6

- Michelle Forbes (Dr Maggie Sinclair)
- Michael K. Williams (Roberts)
- Paul Ben-Victor (Carter)
- Joel Grey (l'autre M. Sloane)

### Épisode 17:En sursis
- États-Unis : 27 avril 2005 sur ABC
- France : 10 décembre 2005 sur M6

- Sônia Braga (Elena Derevko)
- Vladimir Machkov (Milos Kradic)
- Nestor Serrano (Thomas Raimes)
- Michael McKean (Dr Atticus Liddell)
- Mariana Klaveno (la jeune femme)
- Oz Perkins (Avian "Coke-Bottle Glasses")

### Épisode 18:Rêve empoisonné
- États-Unis : 4 mai 2005 sur ABC
- France : 10 décembre 2005 sur M6

- Sônia Braga (Elena Derevko)
- Vladimir Machkov (Milos Kradic)
- Michael McKean (Dr Atticus Liddell)
- Oz Perkins (Avian "Coke-Bottle Glasses")

### Épisode 19:L'Orchidée sauvage
- États-Unis : 11 mai 2005 sur ABC
- France : 10 décembre 2005 sur M6

- John Benjamin Hickey (le père Kampinski)
- Angus Scrimm (Calvin McCullough)
- Joel Grey (l'autre M. Sloane)
- Amy Irving (Emily Sloane)
- Nick Spano (frère Angelo)
- Michael Forest (le commissaire-priseur)

- Cet épisode marque le retour d'Amy Irving dans le rôle d'Emily, la femme d'Arvin Sloane.
- Jennifer Garner, actrice principale de la série, réalise ici pour la première fois un épisode de la série.

### Épisode 20:De Charybde...
- États-Unis : 18 mai 2005 sur ABC
- France : 17 décembre 2005 sur M6

- Sônia Braga (Elena Derevko)
- Angela Bassett (Hayden Chase)
- Isabella Rossellini (Katya Derevko)
- Nick Jameson (Lazlo Drake)
- Jeff Yagher (Greyson Wells)
- Andrew Divoff (Lucien Nisard)

### Épisode 21:...En Scylla
- États-Unis : 18 mai 2005 sur ABC
- France : 17 décembre 2005 sur M6

- Angela Bassett (Hayden Chase)
- Lena Olin (Irina Derevko)
- Andrew Divoff (Lucien Nisard)
- Alex Wexo (un US Marshal)

### Épisode 22:Il Diluvio
- États-Unis : 25 mai 2005 sur ABC
- France : 17 décembre 2005 sur M6

- Sônia Braga (Elena Derevko)
- Lena Olin (Irina Derevko)
- Rob Benedict (Brodien)

Sydney, Vaughn, Nadia, Jack et Irina sont parachutés à Sovogda en Russie où la machine de Mueller surplombe la ville. Les agents de l'APO veulent empêcher l'attaque de la machine par des missiles traditionnels. Ils doivent retrouver sur place des agents du DSR. Ils ne trouvent qu'un survivant, l'agent Brodien. Ce dernier leur apprend que l'eau a été contaminée et que la plupart des gens ont été infectés et ne plus que semblables à des mort-vivants.
Alors que l'équipe fuit via le métro, Nadia est attaquée par des infectés. Elle est séparée du reste du groupe qui croise alors Sloane. Ce dernier explique vouloir contrecarrer les plans d'Elena Derevko. Celle-ci parvient à capturer Nadia. Durant la mission, Sydney accepte la demande en mariage de Michael.
Alors qu'elle tente de désarmer la machine, Sydney est attaquée par Nadia, désormais infectée par Elena. Les demi-sœurs s'affrontent. Irina et Jack interrogent Elena pour savoir comment arrêter la machine. Alors que Nadia tente d'étrangler Sydney, Sloane lui tire dessus. Tout le monde tente de s'échapper alors que la sphère explose. Jack laisse ensuite Irina s'enfuir, avant l'arrivée de l'équipe d'exfiltration.
De retour à Los Angeles, Sydney donne des nouvelles de Nadia à Sloane, désormais incarcéré. La jeune femme est toujours en attente d'un antidote.